# Langweid am Lech
Langweid am Lech é um município da Alemanha, situado no distrito de Augsburg, no estado da Baviera. Tem 23,54 km² de área, e sua população em 2019 foi estimada em 8.256 habitantes.